# سوسن ذهبي العروق
السوسن الذهبي أو السوسن ذهبي العروق (باللاتينية: Iris chrysographes) هو أحد أنواع نبات السوسن. تتخذ زهرته لوناً أسود يميل إلى البنفسجي قليلاً.

## الموئل والانتشار
موطنه جنوب غرب الصين وميانمار.